# لسان الثور الهجين
لسان الثور الهجين (باللاتينية: Anchusa hybrida) نوع نباتي يتبع جنس لسان الثور من الفصيلة الحِمحِمية.

## البيئة والانتشار
موطنه حوض البحر الأبيض المتوسط، حيث ينتشر في بلاد الشام ووادي النيل والمغرب العربي وتركيا واليونان والبلقان وجنوب أوروبا.

## مرادفات للاسم العلمي
- (باللاتينية: Anchusa undulata subsp. hybrida (Ten.) Beg.)
- (باللاتينية: Anchusa macrocalyx Hausskn.)
- (باللاتينية: Anchusa parnassica Boiss. & Orph.)